# Ericson (Nebraska)
Ericson es una villa ubicada en el condado de Wheeler en el estado estadounidense de Nebraska. En el Censo de 2010 tenía una población de 92 habitantes y una densidad poblacional de 94,72 personas por km².

## Geografía
Ericson se encuentra ubicada en las coordenadas 41°46′50″N 98°40′43″O / 41.78056, -98.67861. Según la Oficina del Censo de los Estados Unidos, Ericson tiene una superficie total de 0.97 km², de la cual 0.97 km² corresponden a tierra firme y (0%) 0 km² es agua.

## Demografía
Según el censo de 2010, había 92 personas residiendo en Ericson. La densidad de población era de 94,72 hab./km². De los 92 habitantes, Ericson estaba compuesto por el 100% blancos, el 0% eran afroamericanos, el 0% eran amerindios, el 0% eran asiáticos, el 0% eran isleños del Pacífico, el 0% eran de otras razas y el 0% pertenecían a dos o más razas. Del total de la población el 0% eran hispanos o latinos de cualquier raza.